# Södra Sandby
Södra Sandby [sø:dra sanby:] ist ein Ort (tätort) in der südschwedischen Provinz Skåne län und der historischen Provinz Schonen, östlich von Lund gelegen. Sie ist nach Lund die zweitgrößte Ortschaft in der Gemeinde Lund.
Södra Sandby ist hauptsächlich von Wohnhäusern, und hierbei besonders von Villen geprägt. Es bestehen nur wenige kleine Industrieansiedlungen. Die meisten Einwohner pendeln in die nahegelegenen Städte Malmö und Lund.

## Persönlichkeiten
- Per Berlin (1921–2011), Ringer, zweifacher Medaillengewinner bei Olympia